# Singles (album de Nirvana)
Pour les articles homonymes, voir Singles.
Albums de Nirvana
MTV Unplugged in New York
(1994) From the Muddy Banks of the Wishkah
(1996)
Singles est un coffret de singles sorti en Europe en 1995, un an après la mort du chanteur Kurt Cobain. Il présente les singles issus des albums studio du groupe Nevermind et In Utero, respectivement sortis en 1991 et 1993. Le coffret comporte six CD dont quatre issus de Nevermind et deux d'In Utero.

## Singles deNevermind
- Smells Like Teen Spirit
- Come as You Are
- In Bloom
- Lithium

## Singles d'In Utero
- Heart-Shaped Box
- All Apologies

## Liste des chansons des Singles

### Smells Like Teen Spirit
1. Smells Like Teen Spirit
2. Even In His Youth
3. Aneurysm

### Come As You Are
1. Come As You Are
2. Endless Nameless
3. School (live 31 oct 1991)
4. Drain You (live 31 oct 1991)

### In Bloom
1. In Bloom
2. Sliver (live 28 déc 91)
3. Polly (live 28 déc 91)

### Lithium
1. Lithium
2. Been A Son (live 31 oct 91)
3. Curmudgeon

### Heart-Shaped Box
1. Heart-Shaped Box
2. Milk It
3. Marigold

### All Apologies
1. All Apologies
2. Rape Me
3. Moist Vagina